# Maximaal-principe van Hausdorff
In de ordetheorie, een deelgebied van de wiskunde, is het maximaal-principe van Hausdorff een alternatieve en eerdere formulering van het lemma van Zorn. Het principe, dat in 1914 door Felix Hausdorff werd bewezen (Moore 1982:168), stelt dat in enige partieel geordende verzameling, elke volledig geordende deelverzameling in een maximaal volledig geordende deelverzameling ligt besloten.
Het maximaal-beginsel van Hausdorff is een van de vele stellingen die equivalent (gelijkwaardig) zijn aan het keuzeaxioma over de Zermelo-Fraenkel-verzamelingenleer. Het principe wordt ook wel het maximaliteitsstelling van Hausdorff of het lemma van Kuratowski genoemd (Kelley 1955:33).